# Lorne Michaels
Lorne Michaels, ursprungligen Lorne Michael Lipowitz, född 17 november 1944 i Toronto i Kanada, är en kanadensisk-amerikansk komiker, TV-producent och manusförfattare. 
Michaels skrev ett antal TV-serier under det sena 1960- och tidiga 1970-talet, men han är mest känd som skapare av det amerikanska TV-programmet Saturday Night Live, där han varit producent och manusförfattare under två perioder, 1975–1980 och från 1985 fram till idag (2024). 
1979 startade Michaels produktionsbolaget Broadway Video som producerat bland annat Kids in the Hall.
Sedan 1993 har han även producerat NBC:s talkshow Late Night. Michaels producerade även TV-serien 30 Rock 2006–2013.
I den biografiska dramakomedin Saturday Night från 2024 porträtteras Michaels av Gabriel LaBelle.

## Filmografi (i urval)
- Saturday Night Live, (1975–1980, 1985–idag) (producent och manusförfattare)
- The Rutles, (1978) (TV) (exekutiv producent)
- Gilda Live, (1980) (producent)
- The New Show, (1984) TV-serie (producent)
- Three Amigos!, (1986) (producent)
- The Kids in the Hall, (1989) TV-serie (exekutiv producent)
- Wayne's World, (1992) (producent)
- Coneheads, (1993) (producent)
- Late Night with Conan O'Brien, (1993–2009) TV-serie (exekutiv producent)
- Wayne's World 2, (1993) (producent)
- Lassie, (1994) (producent)
- Tommy Boy, (1995) (producent)
- Black Sheep, (1996) (producent)
- Kids in the Hall: Brain Candy, (1996) (producent)
- A Night at the Roxbury, (1998) (producent)
- Rutles 2: Can't Buy Me Lunch, (2002) (TV) (exekutiv producent)
- 2006–2013 – 30 Rock (TV-serie) (exekutiv producent)
- 2008 – Baby Mama
- 2009–2014 – Late Night with Jimmy Fallon (TV-serie) (exekutiv producent)
- 2010 – MacGruber
- 2011–2014 – Portlandia (TV-serie) (exekutiv producent)
- 2011–2013 – Up All Night (TV-serie) (exekutiv producent)
- 2012 – The Guilt Trip
- 2014 – The Tonight Show Starring Jimmy Fallon (TV-serie) (exekutiv producent)
- 2014 – Late Night with Seth Meyers (TV-serie) (exekutiv producent)
- 2014 – Mulaney (TV-serie) (exekutiv producent)
- 2014 – The Maya Rudolph Show (TV-serie) (exekutiv producent)